# Jean Heller
Jean Heller est une écrivaine américaine, ancienne journaliste d'investigation. Elle est surtout connue pour avoir publié le scoop de l'étude de Tuskegee sur la syphilis en 1972, et signalé que les affirmations américaines à propos d'une accumulation de troupes irakiennes à la frontière saoudienne pendant la guerre du Golfe en 1990 n'étaient pas exactes. Elle a travaillé pour le St. Petersburg Times, Newsday et l'Associated Press.

## Formation
Jean Heller est diplômée de l'école de journalisme de Université d'État de l'Ohio en 1964.

## Carrière
En 1972, le lanceur d'alerte Peter Buxtun fournit à Heller la preuve que, pendant quatre décennies, les personnes inscrites à l'étude Tuskegee se sont vues délibérément refuser un traitement contre la syphilis. Des années plus tard, Heller a qualifié cette histoire de "l'une des violations les plus flagrantes des droits de l'homme que je puisse imaginer". Son article exposant l'étude et ses problemes éthiques est publié dans le Washington Star le 25 juillet 1972 et fait la une du New York Times le lendemain. L'exposé vaut à Heller le prix de journalisme Robert F. Kennedy, le prix Raymond Clapper et le prix George-Polk.
Heller est aussi l'auteure de la série de romans Deuce Mora, qui met en scène un chroniqueur fictif d'un journal de Chicago.

## Vie privée
Heller vit en Caroline du Nord.